# Hélvio Piteira
Hélvio Pessanha Moreira, mais conhecido como Hélvio Piteira ou simplesmente Hélvio (Campos dos Goytacazes, 20 de janeiro de 1924 — Campos dos Goytacazes, 24 de maio de 1984) foi um futebolista brasileiro, que atuou como zagueiro.
O apelido veio do seu hábito de fumar usando uma piteira.

## Carreira
Hélvio começou jogando na ponta-esquerda de uma equipe amadora do bairro Humaitá, em Niterói. Em seguida passou a jogar como volante e depois foi para a zaga central. Na base, passou pelo Campos Atlético Associação.
Quando o Fluminense o procurou, em 1944, abandonou o emprego no Ministério da Marinha e seguiu para as Laranjeiras. No Fluminense, Hélvio fez parte do chamado “Trio de Ossos”, ao lado de Mirim e Ponce de Leon. Jogou no tricolor carioca até o início de 1949, quando, em 30 de março daquele ano foi contratado pelo Santos por 150 mil cruzeiros.
Hélvio chegou ao Santos aos 25 anos, em 30 de março de 1949, contratado por 150 mil cruzeiros. Em 10 de abril, estreou no Alvinegro Praiano em um amistoso contra a Prudentina, em Presidente Prudente, em que o Peixe foi derrotado por 1 a 0, no estádio Félix Marcondes.
Pela Seleção Paulista, jogou 10 partidas e foi campeão brasileiro em 1954.
Em 1955, convocado pelo técnico Vicente Feola, entrou no lugar de Mauro Ramos de Oliveira na vitória do Brasil sobre o Chile por 2 a 1, no Pacaembu, pela Taça Bernardo O” Higgins. Essa foi a única apresentação de Hélvio pela Seleção Brasileira.
A despedida do zagueiro pelo Santos ocorreu quando tinha 35 anos e duas semanas antes de o Alvinegro excursionar pela primeira vez à Europa. Em 9 de maio de 1959, no Maracanã, pelo Torneio Rio-São Paulo, Hélvio começou a partida e foi substituído por Feijó na derrota para o América por 4 a 3.
Em dez anos de Vila Belmiro, Hélvio participou de 426 jogos e marcou um gol. Nesse período ganhou os títulos paulistas de 1955, 1956 e 1958, o Rio-São Paulo de 1959, o Torneio Internacional da Federação Paulista de Futebol em 1956, o Pentagonal do México em 1959 e mais seis torneios.
Depois que deixou o Santos, Hélvio jogou pelo Jabaquara Atlético Clube, onde encerrou sua carreira profissional em 1960.

## Morte
Hélvio morreu em 24 de maio de 1984, aos 60 anos, vítima de câncer na garganta, provocado por excesso de fumo.

## Títulos
Seleção Brasileira
- Taça Bernardo O'Higgins: 1955

Santos
- Campeonato Paulista: 1955, 1956 e 1958
- Torneio Rio-São Paulo: 1959
- Torneio Internacional da FPF: 1956
- Torneio Pentagonal do México: 1959